# Air Mail
Air Mail (bra Asas Heroicas) é um filme de aventura norte-americano de 1932, dirigido por John Ford e estrelado por Ralph Bellamy e Gloria Stuart.
Para esta produção, o piloto Paul Mantz voou em um Boeing Stearman através de um hangar no aeroporto de Bispo, Califórnia.
Um filme mudo anterior, The Air Mail (1925), dirigido por Irvin Willat, estrelado por Warner Baxter e Douglas Fairbanks Jr. é um filme parcialmente perdido. Uma cópia do filme é preservada na Biblioteca do Congresso, Washington, D.C.

## Elenco
- Ralph Bellamy como Mike Miller
- Gloria Stuart como Ruth Barnes
- Pat O'Brien como Duke Talbot
- Slim Summerville como 'Slim' McCune
- Lilian Bond como Irene Wilkins
- Russell Hopton como 'Dizzy' Wilkins
- David Landau como 'Pop'
- Leslie Fenton como Tony Dressel
- Frank Albertson como Tommy Bogan
- Hans Fuerberg como 'Heinie' Kramer
- Thomas Carrigan como 'Sleepy' Collins
- William Daly como 'Tex' Lane